# Església de Sant Pau (Tars)
L'església de Sant Pau és una antiga església ortodoxa grega a Tars, província de Mersin, Turquia.

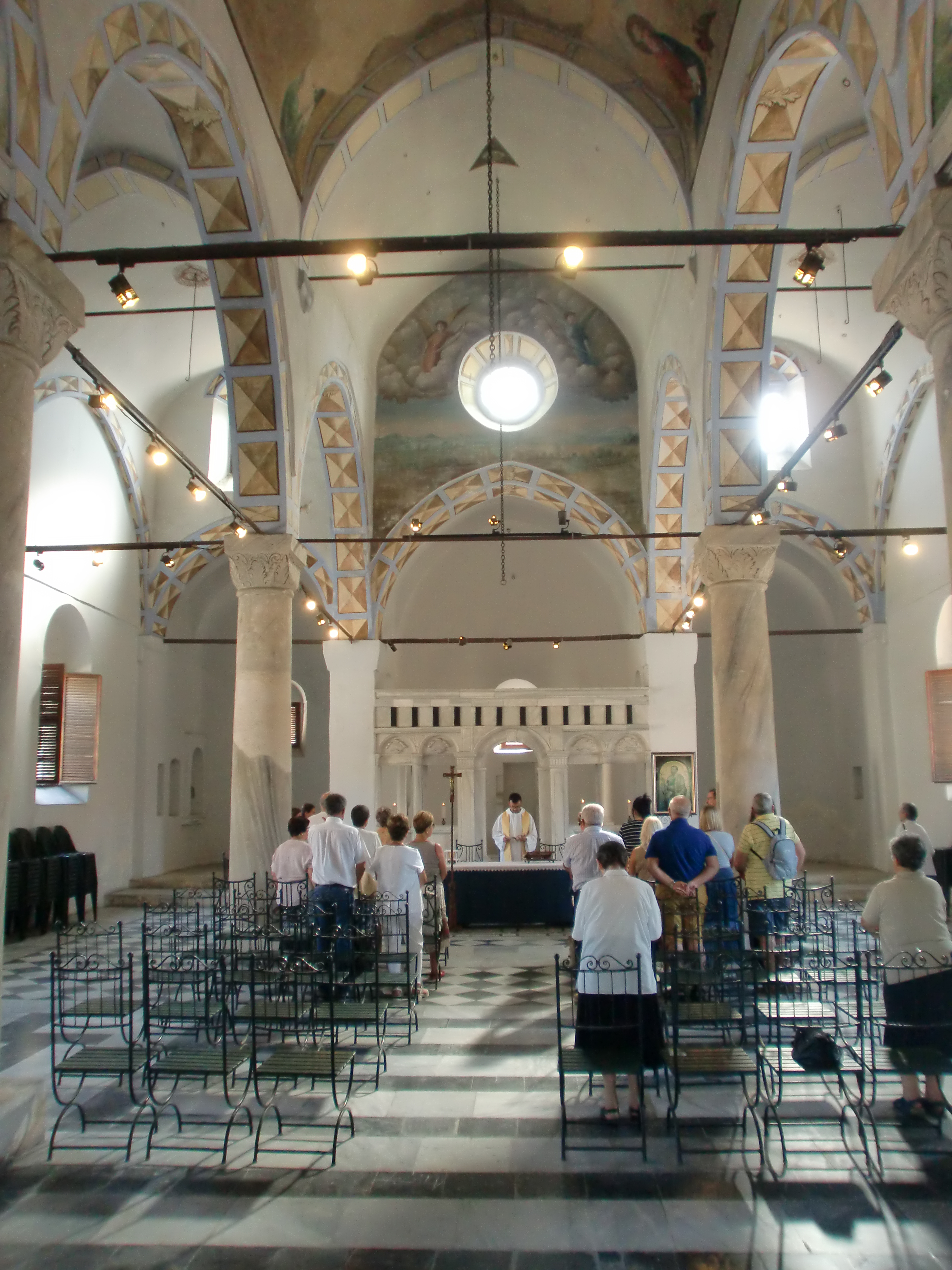
Interior de l'església durant la celebració d'una missa

## Tars i les esglésies
Tars, a la Cilícia de l'antiguitat, en el que avui és el sud de Turquia, va ser una ciutat important tant a l'època antiga com a la medieval. Les tombes del profeta Daniel de la Bíblia i el califa Al-Mamun es troben a Tars. Sant Pau era un resident a Tars. Va néixer i va viure a Tars com un jueu anomenat Saül i, després de convertir-se, va realitzar diversos viatges missioners durant els quals va ser arrestat i decapitat per l'emperador Neró de l'Imperi Romà el 64 o 67 dC el 29 de juny. Després de la mort de Sant Pau, Tars va continuar com una ciutat important de la zona. Va esdevenir una part de l'Imperi Romà d'Orient, l'Imperi Abbàssida, l'Imperi Seljúcida, el Regne d'Armènia Menor, els ramazànides i l'Imperi Otomà.
No se sap si hi va haver cap església establerta per Sant Pau a Tars, però el 1704, P. Lucas va escriure que hi havia una església d'estil romà que havia estat construïda per Sant Pau. V. Langlois va visitar Tars el 1851 i ho va confirmar. Segons les seves paraules, les gruixudes parets que s'assemblaven a finestres d'estil romà, més estretes que a l'interior, i les gruixudes columnes són notables, però no hi ha cap altre registre que demostri aquesta afirmació.
El santuari cristià més important de la Mersin medieval fou la catedral armènia de Santa Sofia, en la qual Lleó II de la dinastia rubènida fou coronat per Conrad de Wittelsbach, arquebisbe de Magúncia i representant del Papa, com a rei del regne cilici d'Armènia el 1198.

## Església de Sant Pau
Segons la tradició, la data de construcció de l'Església de Sant Pau és el 1102, però l'estructura actual, una basílica sense cúpula, va ser construïda (o reconstruïda) molt més tard, el 1862. L'entrada al recinte es realitza a través d'una passarel·la ornada. La superfície total de l'edifici de l'església és de 460 m². La dimensió més llarga de l'edifici consisteix en parets de pedra cara i voltes cegues. L'interior mesura 19,30 m × 17,50 m. A la cantonada nord-est destaca un campanar elevat. Els costats de la finestra de la nau central havien estat decorats per àngels i representacions del paisatge. Al sostre hi ha frescos de Jesús al mig, i Mateu, Marc, Lluc i Joan a les dues cares.

## Restauració
L'església ha estat sota protecció de l'estat des del 1993 i es van fer obres de restauració durant el període 1998-2000. Ara està sota la protecció del Ministeri de Cultura i oficialment és reconegut com a museu monumental. Tot i que l'església està oberta als serveis religiosos, per manca de comunitat, no es fan serveis regulars; però es fan cerimònies per a grups de pelegrins. Durant l'any de Sant Pau, entre el 29 de juny de 2008 i el 29 de juny de 2009, es van celebrar diverses cerimònies especials, i es va celebrar la cerimònia de cloenda a en aquesta església.
L'església i els seus voltants es troben a la llista de candidates a ser patrimoni mundial de l'UNESCO.